# Haplogrupo F (ADNmt)
El Haplogrupo F es un haplogrupo mitocondrial humano típico del Extremo Oriente, que desciende del haplogrupo R9. Tiene una antigüedad de entre 40.000 y 50.000 años, y está definido por las mutaciones 249d, 6392 y 10310.
Se originó probablemente al sur de China, debido a que allí se encuentra la mayor diversidad.

## Distribución
Se encuentra principalmente en toda Asia Oriental y Sudeste de Asia. También al sur de Siberia y Este de la India. Menores frecuencias en Asia Central y Melanesia.
Frecuencias importantes se encuentran entre los nativos lahu de Yunnan (sur de China) con 77%, nativos de Nicobar (India) con 50%, Arunachal Pradesh (India) 31%, en shores (Siberia) 41%, Filipinas 29%, Java 28%, aborígenes de Taiwán 27%- 32.5%, Cantón (China) 26%, Vietnam 26%, islas menores de la Sonda 23%, En Mongolia 15%, Corea 10% y Japón 5%.
- R9
  - F
    - F1: Es el clado más importante y está extendido en todo el Extremo Oriente (Asia Oriental, Indochina e Insulindia), Sur de Siberia, India Este y Asia Central.
    - F2: China, Tailandia y otros.
    - F3: China, Taiwán, Filipinas, Borneo, Sumatra, etc.
    - F4: Especialmente en aborígenes de Taiwán. También en Filipinas, China.